# Kannapura, Mudigere
Kannapura là một làng thuộc tehsil Mudigere, huyện Chikmagalur, bang Karnataka, Ấn Độ.